# Pieve Tesino
Pieve Tesino és un municipi italià, dins de la província de Trento. L'any 2007 tenia 740 habitants. Limita amb els municipis de Bieno, Canal San Bovo, Castello-Molina di Fiemme, Castello Tesino, Cavalese, Cinte Tesino, Ivano-Fracena, Ospedaletto, Panchià, Scurelle, Strigno, Telve, Tesero i Ziano di Fiemme.

## Administració
| Període | Identitat     | Partit        |
| ------- | ------------- | ------------- |
| 2005-   | Selvino Roman | Llista cívica |

## Personatges il·lustres
- Alcide de Gasperi, polític